# Ryan Kelly (football américain)
Pour les articles homonymes, voir Ryan Kelly.
(en) Statistiques sur pro-football-reference
Ryan Patrick Kelly, né le 30 mai 1993 à West Chester en Ohio, est un sportif professionnel américain de football américain jouant au poste de centre dans la National Football League (NFL) deuis la saison 2016 et pour la franchise des Vikings du Minnesota.
Auparavant, il a joué pendant quatre saisons dans la NCAA Division I FBS pour le Crimson Tide de l'université de l'Alabama avec qui il remporte le titre national au terme de la saison 2015.
Sélectionné ensuite en 18e choix global lors du premier tour de la draft 2016 par la franchise des Colts d'Indianapolis, il y reste neuf saisons avant de rejoindre en 2025 les Vikings du Minnesota.

## Biographie

### Carrière universitaire
Étudiant à l'université de l'Alabama, il joue pour l'équipe du Crimson Tide de 2011 à 2015 au sein de la NCAA Division I FBS. 
Il ne joue pas lors de la saison 2011 ayant le statut de joueur redshirt alors qu'Alabama remporte le titre national.  
Après avoir été désigné remplaçant du centre Barrett Jones en 2012, il participe à 10 matchs. Kelly est sélectionné dans l'équipe des meilleurs joueurs frashman de la Southeastern Conference (SEC)  aux côtés d'Amari Cooper et T. J. Yeldon (en). Il devient titulaire à ce poste dès la saison suivante, la ligne offensive étant classée 23e du ays et 4e de la SEC au nombre de sacks accordés par match (1,31).
Junior, Kelly est titulaire lors des 12 matchs de la saison. Véritable pilier de la ligne offensive, il ne rate que sept des 806 snaps, soit un taux de réussite de 99,1 % et ne concède aucun sack. Après des victoires à Tennessee et contre Western Carolina (en), il est désigné meilleur joueur offensif de la semaine d'Alabama. Lors de sa dernière année, Kelly ne rate que huit des 1 012 de esquade offensive, soit un taux de réussite de 99,2 % sur la saison, et ne commet qu'une seule pénalité lors de ces actions. Sélectionné par consensus dans la première équipe All-America, il est distingué par la Walter Camp Football Foundation (en), USA Today, Sporting News, la Football Writers Association of America (en) et l'American Football Coaches Association (en), et remporte le Dave Rimington Trophy en 2015. Il remporte également avec Alabama le championnat national face aux Tigers de Clemson,.

### Carrière professionnelle

#### Draft
Kelly est sélectionné au premier tour par les Colts d'Indianapolis, en 18e choix global lors du premier tour de la draft 2016 de la NFL. Les attentes des Colts envers Kelly sont élevées puisqu'ils compte sur lui pour qu'il devienne leur meilleur centre depuis Jeff Saturday. Il est le premier joueur de ligne intérieur d'Alabala sélectionné lors d'un premier tour de draft depuis Chance Warmack en 2013.

#### Colts d'Indianapolis
Le 4 mai 2016, Kelly signe son contrat rookie de quatre ans pour un montant de 10,45 millions de dollars entièrement garanti dont une prime à la signature de 5,80 millions,.
Il est désigné titulaire au poste de centre au début de la saison 2016 et joue les 16 matchs de la saison.
En 2017, sa saison est perturbée par les blessures ; une au pied qui lui fait manquer les 4 premiers matchs de la saison, et une occasionnée en 12e semaine, une commotion cérébrale qui met fin en à sa saison.
Le 27 avril 2019, les Colts activent l'option de cinquièpe année du contrat de Kelly.
En septembre 2020, Kelly signe une prolongation de contrat de 4 ans pour un montant de 50 millions de dollars, devenant le centre le mieux payé de la ligue.

#### Vikings du Minnesota
Le 12 mars 2025, Kelly signe un contrat de deux ans pour un montant de 18 millions de dollars avec les Vikings du Minnesota. Les Colts signent également l'offensive lineman des Colts Will Fries (en).